# FHWA Series
Las tipografías Serie FHWA (a menudo llamadas informalmente Highway Gothic y mal llamadas fuentes) son un conjunto de tipos de letra sans-serif desarrolladas por la Administración Federal de Carreteras (FHWA, por sus siglas en inglés, Federal Highway Administration) de Estados Unidos y usadas para la señalización vertical en EE. UU., Canadá, México (hasta 2023), Australia, España, los Países Bajos, Brasil, Chile, Ecuador y Nueva Zelanda.  Las tipografías se crearon para maximizar su legibilidad a distancia y a altas velocidades.  Son definidos oficialmente por la norma "Alfabetos Estándares para Aparatos de Control de Tráfico", originalmente publicada en 1945 (y reeditado en 1952).  Cambios a las especificaciones se publicaron en 1966, 1977 y 2000.  Las especificaciones del 2000 se difieren de versiones anteriores en las formas de algunas letras y la inclusión de letras minúsculas para todas las series.
La familia tipográfica consiste en siente tipos: la "A" (la más estrecha), "B", "C", "D", "E", "E(M)" (una versión modificada de la "E" con bandas más anchas), y la "F" (la más ancha).  La serie "A" se ha dejado de usar en EE. UU. aunque sigue siendo especificada para ciertas señales en Nueva Zelanda.  Los tipos originalmente sólo incluían letras mayúsculas, con la excepción de la "E(M)", que se usaba en las grandes señales de autopistas.  En 2004, la FHWA publicó letras minúsculas para todas las series e hizo cambios al Manual de Aparatos de Control de Tráfico Uniformes que permitía su uso.
Las series A, B, C, D, E, y F fueron desarrolladas por la Administración de Carreteras Públicas (que luego se hizo la FHWA) durante la Segunda Guerra Mundial.  Versiones preliminares de esta familia tipográfica se usaron en 1942 para señales de la red de carreteras del Pentágono.  En 1949-1950, como parte de un programa de investigación en la señalización de autopistas, llevado a cabo por el Departamento de Transporte de California, la Serie E Modificada se creó a base de la Serie E ensanchando las líneas para permitir poner reflectores tipo "botón" para señalización vertical en el suelo, mientras que un alfabeto de letras minúsculas se desarrolló (inicialmente de la Serie D y letras minúsculas) para permitir texto en señales en altura iluminadas externamente.  Las letras minúsculas, juntas con la Serie E Modificada, más tarde se hicieron la base de un estándar nacional para texto en mayúsculas y minúsculas en señales de autopistas con la publicación en 1958 del Manual de Señalización para Autopistas Interestatales de la AASHO.
Durante las próximas décadas, se espera que la nueva tipografía Clearview, también diseñada específicamente para uso en señales de tráfico, reemplace a la familia tipográfica FHWA en nuevas señales.
Los tipos de letra FHWA también se usan en Canadá, Perú (bajo otras etiquetas), Australia, Nueva Zelanda, los Países Bajos, y otros países.  Otros más, como España, México y Turquía, usan tipos o bien derivados directamente de las series FHWA o que tienen una aparencia muy similar.  En la República Popular China, la tipografía se usa en las nuevas autopistas chinas, empezando con la Autopista Jingjintang, que la usan durante los primeros 17km en Pekín.  En Taiwán, las series FHWA también se usan para el texto en inglés.
Típicamente, las señales de número de ruta de las Interestatales, carreteras nacionales, y carreteras estatales de una o dos cifras usan la Serie D para sus números, mientras que las de tres cifras usan una serie más estrecha (la B o la C) o números más pequeños de la Serie D.  La Serie F se usa más comúnmente para las señales de límite de velocidad en EE. UU., aunque señales más viejas usan series más estrechas.  Señales que dicen el nombre de calles suelen usar las series de A a D (que pueden ser todas mayúsculas o mixtas) en un fondo verde (que también puede sustituirse con otros colores, tales como el azul o el rojo).
A mediados de los 90, las series FHWA eran la fuente de inspiración para una nueva familia tipográfica diseñada por Tobias Frere-Jones del Font Bureau.  Frere-Jones la diseñó para letras pequeñas de textos normales y el Font Bureau la sacó al mercado llamándola Interstate.  Varias empresas la han adoptado para su marketing, incluido el canal de televisión estadounidense NBC para su departamento de deportes entre 1997 y 2006, y la revista estadounidense  guía de programación televisiva TV Guide para sus portadas.  También, el canal de tiempo The Weather Channel ha usado esta tipografía ampliamente, tanto para sus mapas de tiempo como para sus pronósticos locales.  El logo para el canal estadounidense premium de cable Epix también usa una versión en minúsculas de este tipo de letra.  Fuera de Estados Unidos, la cadena británica de supermercados Sainsbury's, y las empresas ferroviarias británicas c2c y WAGN, la usan en sus señales.

## Muestras
FHWA Serie B

FHWA Serie C

FHWA Serie D

FHWA Serie E

FHWA Serie F

### Versiones Descargables
- Fuentes del dominio público usadas en señales de carretera

- Datos: Q1671285
- Multimedia: Highway Gothic / Q1671285